# Европско првенство у атлетици за млађе сениоре 2011.
Европско првенство у атлетици за млађе сениоре 2011. (У-23) је 8. европско првенство за млађе сениоре под надзором Европске атлетске асоцијације ЕАА. Одржано је у Острави од 14. до 17. јула 2013. на Градском стадиону.
Сагласно правилима првенства могли су учествовати такмичари рођени 1989—1991.

## Земље учеснице
Учествовала су 949 спортиста из 42 земаље.
1. Азербејџан (3)
2. Аустрија (8)
3. Белгија (16)
4. Белорусија (21)
5. Бугарска (11)
6. Грузија (2)
7. Грчка (12)
8. Данска (8)
9. Естонија (15)
10. Израел (15)
11. Ирска (19/20)
12. Исланд (3)
13. Италија (49)
14. Јерменија (1)
15. Кипар (9)
16. Летонија (15/17)
17. Литванија (14)
18. Мађарска (19)
19. Македонија (2)
20. Малта (2)
21. Молдавија (1)
22. Монако (1)
23. Немачка (69)
24. Норвешка (29)
25. Пољска (65)
26. Португалија (19)
27. Румунија (27/39)
28. Русија (58)
29. Словачка (7)
30. Словенија (6)
31. Србија (9)
32. Турска (19)
33. Уједињено Краљевство (39)
34. Украјина (43)
35. Финска (29)
36. Француска (66)
37. Холандија (25)
38. Хрватска (10)
39. Чешка (33) домаћин
40. Швајцарска (24)
41. Шведска (35/36)
42. Шпанија (47)

## Резултати такмичења

### Мушкарци
| Дисциплина              |                                                                                  | Резултат        |                                                                                              | Резултат    |                                                                               | Резултат     |
| 100 м детаљи            | Џејмс Алака · Уједињено Краљевство                                               | 10,45           | Микаел Туми · Италија                                                                        | 10,47       | Ендру Робертсон · Уједињено Краљевство                                        | 10,52        |
| 200 м детаљи            | Ликургос-Стефанос Цаконас · Грчка                                                | 20,56 ЛР        | Џејмс Алака · Уједињено Краљевство                                                           | 20,60       | Павел Маслак · Чешка                                                          | 20,67        |
| 400 м детаљи            | Најџел Левин · Уједињено Краљевство                                              | 46,10           | Брајан Греган · Ирска                                                                        | 46,12 ЛР    | Лук Ленон-Форд · Уједињено Краљевство                                         | 46,22        |
| 800 м детаљи            | Адам Кшчот · Пољска                                                              | 1:46,71         | Кевин Лопез · Шпанија                                                                        | 1:46,93     | Мухтар Мохамед · Уједињено Краљевство                                         | 1:48,01      |
| 1.500 м детаљи          | Флоријан Карвало · Француска                                                     | 3:50,42         | Џејмс Шејн · Уједињено Краљевство                                                            | 3:50,58     | Давид Бустос · Шпанија                                                        | 3:50,59      |
| 5.000 детаљи            | Синдре Бурос · Норвешка                                                          | 14:22,69        | Рос Милнгтон · Уједињено Краљевство                                                          | 14:22,78    | Jesper van der Wielen · Холандија                                             | 14:23,31     |
| 10.000 м детаљи         | Sondre Nordstad Moen · Норвешка                                                  | 28:41,66 ЛР     | Ahmed El Mazoury · Италија                                                                   | 28:46,97 ЛР | Musa Roba-Kinkal · Немачка                                                    | 28:57,91 ЛРС |
| 110 м препоне детаљи    | Сергеј Шубенков · Русија                                                         | 13,56           | Балаш Баји · Мађарска                                                                        | 13,58 ЛР    | Лоренс Кларк · Уједињено Краљевство                                           | 13,62        |
| 400 м препоне детаљи    | Џек Грин · Уједињено Краљевство                                                  | 49,13           | Вејтан Вудвард · Уједињено Краљевство                                                        | 49,28       | Емир Бекрић · Србија                                                          | 49,61 НР     |
| 3.000 м препреке детаљи | Себасијан Мартос · Шпанија                                                       | 8:35,35         | Абделазиз Мерзугли · Шпанија                                                                 | 8:36,21     | Александру Гинеа · Румунија                                                   | 8:38,51      |
| 4 х 100 м детаљи        | Микаел Туми · Франческо Башани · Давиде Менети · Делмас Обу · Италија            | 39.05           | Ендру Робертсон · Киран Шоулер-Дејвис · Ричард Килти · Данијел Талбот · Уједињено Краљевство | 39.10       | Флоријан Хибнер · Максимилијан Кеслер · Robin Erewa · Феликс Гелтлl · Немачка | 39,19        |
| 4 х 400 м детаљи        | Најџел Левин · Томас Филипс · Џејми Боуи · Лук Ленон-Форд · Уједињено Краљевство | 3:03,53         | Михал Пјетжак · Јакуб Кшевина · Лукаш Кравчук · Матеуш Формански · Пољска                    | 3:03,62     | Алексеј Кениг · Антон Волобиев · Артем Важов · Влаимир Краснов · Русија       | 3:04,01      |
| 20 км ходање детаљи     | Петар Богатјарјев[a] · Русија · Давид Томала[a] · Пољска                         | 1.24:20 1.24:21 | Денис Стрелков[a] · Русија                                                                   | 1.24:25     | Валериј Филипчук [a] · Русија                                                 | 1.24:30      |
| Скок увис детаљи        | Богдан Бондаренко · Украјина                                                     | 2,30 ЛР         | Сњергеј Мудров · Русија                                                                      | 2,30 ЛР     | Мигел Анхел Санчо · Шпанија                                                   | 2,21 =ЛРС    |
| Скок мотком детаљи      | Павел Војћеховски · Пољска                                                       | 5,70 ЛР         | Карстен Дила · Немачка                                                                       | 5,60        | Dmitriy Zhelyabin · Русија                                                    | 5,55 ЛР      |
| Скок удаљ детаљи        | Александар Мењков · Русија                                                       | 8,08            | Маркос Шува · Португалија                                                                    | 7,94        | Гијом Викторен · Француска                                                    | 7,86 ЛР      |
| Троскок детаљи          | Шериф ел Шериф · Украјина                                                        | 17,72 РСПмс     | Алексеј Фјодоров · Русија                                                                    | 16,85       | Јуриј Коваљов · Русија                                                        | 16,82        |
| Бацање кугле детаљи     | Давид Шторл · Немачка                                                            | 20,45 РСПмс     | Dmytro Savytskyy · Украјина                                                                  | 19,18 ЛР    | Марин Премеру · Хрватска                                                      | 18,83        |
| Бацање диска детаљи     | Лоренс Окоје · Уједињено Краљевство                                              | 60,70           | Микита Нестеренко · Украјина                                                                 | 59,67       | Фредрик Амундгорд · Норвешка                                                  | 59,42 ЛРС    |
| Бацање кладива детаљи   | Павел Фајдек · Пољска                                                            | 78,54 ЛР        | Хавијер Сјенфуегос · Шпанија                                                                 | 73,03       | Олег Дубицки · Белорусија                                                     | 72,52        |
| Бацање копља детаљи     | Тил Вешлер · Немачка                                                             | 84,38 ЛР        | Фатих Аван · Турска                                                                          | 84,11       | Дмитриј Тарабин · Русија                                                      | 83,18        |
| Десетобој детаљи        | Томас ван дер Плецен · Белгија                                                   | 8.157 НР        | Едуард Михан · Белорусија                                                                    | 8.152 ЛР    | Михаил Дудаш · Србија                                                         | 8.117 НР     |

a  У марту 2014. ИААФ суспендовала је на две године руског ходача Петра Богатјарјева због коришћења допига. Казна му тече од 16. октобра 2013, а бришу му се сви резултати после 12. јула 2011. укључујући и златни медаљу са Европског првенства за млађе сениоре на 20 км брзог ходања..

### Жене
| Дисциплина            |                                                                                     | Резултат           |                                                                                       | Резултат     |                                                                                     | Резултат     |
| 100 м                 | Андреа Огразеану · Румунија                                                         | 11,65              | Лена Гинтер[b] · Немачка                                                              | 11,75        | Ана Кјелбасињска[b] · Пољска                                                        | 11,77        |
| 200 м                 | Ана Кјелбасињска[b] · Пољска                                                        | 23,23 ЛРС          | Моа Јелмер[b] · Шведска                                                               | 23,24        | Марит Допејде[b] · Холандија                                                        | 23,32ЛР      |
| 400 м                 | Олга Топилска · Русија                                                              | 51,45              | Јулија Терекова · Русија                                                              | 52,63        | Лена Шмит · Немачка                                                                 | 52,66        |
| 800 м                 | Мерве Ајдин[c] · Турска                                                             | 2:00,46 ЛРС        | Линдси Шарп[c] · Уједињено Краљевство                                                 | 2:00,65 ЛРС  | Александра Буланова[c] · Русија                                                     | 2:01,40      |
| 1.500 м детаљи        | Тугба Каракаја[c] · Турска                                                          | 4:20,80            | Корина Харер[c] · Немачка                                                             | 4:21,52      | Катажина Броњатовска[c] · Пољска                                                    | 4:22,06      |
| 5,000 м детаљи        | Лајес Абдулајева · Азербејџан                                                       | 15:29,47 НР        | Stevie Stockton[d] · Уједињено Краљевство                                             | 15:58,51 ЛРС | Клеманс Калвен[d] · Француска                                                       | 16:02,07     |
| 10.000 м              | Лајес Абдулајева · Азербејџан                                                       | 32:18,05 РЕПмс, НР | Људмила Ковалевко · Украјина                                                          | 33:35,36     | Катарина Рибеиро · Португалија                                                      | 34:10,39 ЛРС |
| 100 м препоне         | Алина Талај · Белорусија                                                            | 12,91 ЛРС          | Лиза Урех · Швајцарска                                                                | 13,00        | Синди Роледер · Немачка                                                             | 13,10        |
| 400 м препоне детаљи  | Хана Јарошчук · Украјина                                                            | 54,77 ЛР           | Хана Титимец · Украјина                                                               | 54,91        | Меган Бизли · Уједињено Краљевство                                                  | 55,69 ЛРС    |
| 3.000 м препреке      | Гулџан Мингир · Турска                                                              | 9:47,83            | Јана Сусман · Немачка                                                                 | 9:48,01      | Марија Шаталова · Украјина                                                          | 9:48,22 ЛРС  |
| 4 х 100 м             | Јекатерина Филатова · Алена Тамкова · Јекатерина Кузина · Нина Аргунова · Русија    | 44,14              | Yariatou Toure · Сара Гужонn · Орлан Омбисаа · Cornnelly Calydon · Француска [b]      | 44,26        | Анабел Луис · Емили Дајмонд · Торема Томпсон · Аша Филип · Уједињено Краљевство [b] | 44,34        |
| 4 х 400 м             | Јевгенија Суботина · Јекатерина Јефимова · Јулија Терекова · Олга Топилска · Русија | 3:27,72            | Kateryna Plyashechuk · Алина Логвиненко · Хана Јарошчук · Јулија Олишевска · Украјина | 3:30,13      | Клеманс Сорњар · Мари Гајо · Elea Mariama Diarra · Флорија Геј · Француска          | 3:31,73      |
| Ходање 20 км          | Јулија Такач[e] · Шпанија                                                           | 1.31:55            | Антонела Палмизано[e] · Италија                                                       | 1.36:26      | Елеонора Ђорђи[e] · Италија                                                         | 1,38:41      |
| Скок увис             | Естера Петре · Румунија                                                             | 1,98 =РЕПмс, ЛР    | Оксана Окунева · Украјина                                                             | 1,94 ЛРС     | Бурџу Ајхан · Турска                                                                | 1,94 НР      |
| Скок мотком           | Холи Блесдејл · Уједињено Краљевство                                                | 4,55               | Екатерини Стефаниди · Грчка                                                           | 4,45 ЛРС     | Аника Ролоф · Немачка                                                               | 4,40 =ЛРС    |
| Скок удаљ детаљи      | Дарија Клишина · Русија                                                             | 7,05 РЕПмс, ЛР     | Ивана Шпановић · Србија                                                               | 6,74         | Состен Могенара · Немачка                                                           | 6,74 ЛР      |
| Троскок               | Параскеви Папахристу · Грчка                                                        | 14,40              | Кармен Тома · Румунија                                                                | 13,92        | Ана Јагаћак · Пољска                                                                | 13,86        |
| Бацање кугле          | Јевгенија Колодко · Русија                                                          | 18,87              | Софи Клеберг · Немачка                                                                | 17,92 ЛР     | Мелиса Букелман · Холандија                                                         | 17,88        |
| Бацање диска          | Јулија Фишер · Немачка                                                              | 59,60 ЛРС          | Анастасија Каштанова · Белорусија                                                     | 56,25        | Анита Мартон · Мађарска                                                             | 54,14        |
| Бацање кладива детаљи | Бјанка Перије · Румунија                                                            | 71,59              | Јоана Фјодоров · Пољска                                                               | 70,06 ЛРС    | Софи Хичон · Уједињено Краљевство                                                   | 69,59 НР     |
| Бацање копља детаљи   | Зара Мајер · Немачка                                                                | 59,29 ЛР           | Вера Ребрик · Украјина                                                                | 58,95        | Она Сормунен · Финска                                                               | 58,54        |
| Седмобој              | Грит Шадејко · Естонија                                                             | 6.134 ЛРС          | Катерина Цахова · Чешка                                                               | 6.123 ЛР     | Јана Максимова · Белорусија                                                         | 6.075        |

b  Дарја Пижанкова из Украјине првобитно освојила три медаље на 100 м, 200 м, штафети 4 к 100 м, али је касније дисквалификована због допинга и одузете су јој медаље. Улијана Лепска из Украјине је била у победничкој штафета проглашена је кривом за исто дело.,,
c  Јелена Аржакова из Русије првобитно је освојила две златне медаље на 800 метара и 1.500 метара, али је касније дисквалификована због допинга, а медаље су јој одузете., медаље, пласман и резултати су ажурирани тако да приказују прерасподелу тих медаља.
d  Атлетски савез Русије је 25. октобра, 2011. објавио да је другопласирана на овом такмичењу у трци на 5.000 метара Јекатерина Ишова дисквалификована због коришћења допинга. Комисија ВФЛА одличила да се Ишова дисквалификује на 2 године, а постигнути резултати после 12. јула 2011. године, пониште и освојене медаље одузму укључујући и "сребро" а Европском првенству за млађе сениоре 2011. године. Због допинга је дисквалификована и Мерјем Ердоган из Турске. медаље, пласман и резултати су ажурирани тако да приказују прерасподелу медаља.
e  Првобитна победница трке на 20 км ходање Татјана Минејева из Русије дисквалификована је 14. децембра 2012. на основу показатеља крвних аномалија у биолошком пасошу спортисте. Дисквалификована је на 2. године, а њени резултати после 12. јула 2011. су поништени, укључујући и титулу европске првакиње међу млађим сениоркама 2011 (1:31,42). Одузета медаља је додељена дргопласираној, њеној земљакињи, Нини Охотниховој Слична судбина задесила нову власницу златне медаље. 17. марта 2015.још једна руска учесника у брзо ходање, Нину Охптникову. Њена крв је такође имала абнормално одступањ, па је дисквалификована на 2 године и брисање свих резултата у периоду од 21. јуна до 17. новембра 2011. године. Тако да је златна медаља у брзиом ходању на Европском првенству млађих сениора још једном променила власника.

## Биланс медаља
| Медаље земље домаћина |

Земље су рангиране по редоследу, према њиховом броју златних, сребрих и бронзаних медаља
|             | Земља                |    |    |    |    |
| ----------- | -------------------- | -- | -- | -- | -- |
| 1.          | Уједињено Краљевство | 5  | 5  | 4  | 14 |
| 2.          | Пољска               | 3  | 1  | 0  | 4  |
| 3.          | Русија               | 2  | 3  | 5  | 10 |
| 4.          | Украјина             | 2  | 2  | 0  | 4  |
| 5.          | Немачка              | 2  | 1  | 2  | 5  |
| 6.          | Норвешка             | 2  | 0  | 1  | 3  |
| 7.          | Шпанија              | 1  | 3  | 2  | 6  |
| 8.          | Италија              | 1  | 2  | 0  | 3  |
| 9.          | Француска            | 1  | 0  | 1  | 2  |
| 10.         | Белгија              | 1  | 0  | 0  | 1  |
| 10.         | Грчка                | 1  | 0  | 0  | 1  |
| 12.         | Белорусија           | 0  | 1  | 1  | 2  |
| 13.         | Ирска                | 0  | 1  | 0  | 1  |
| 13.         | Мађарска             | 0  | 1  | 0  | 1  |
| 13.         | Португалија          | 0  | 1  | 0  | 1  |
| 13.         | Турска               | 0  | 1  | 0  | 1  |
| 17.         | Србија               | 0  | 0  | 2  | 2  |
| 18.         | Чешка                | 0  | 0  | 1  | 1  |
| 18.         | Хрватска             | 0  | 0  | 1  | 1  |
| 18.         | Холандија            | 0  | 0  | 1  | 1  |
| 18.         | Румунија             | 0  | 0  | 1  | 1  |
| Укупно (25) | Укупно (25)          | 22 | 22 | 22 | 66 |

|             | Земља                |    |    |    |    |
| ----------- | -------------------- | -- | -- | -- | -- |
| 1.          | Русија               | 5  | 1  | 1  | 7  |
| 2.          | Румунија             | 3  | 1  | 0  | 4  |
| 3.          | Турска               | 3  | 0  | 1  | 5  |
| 4.          | Немачка              | 2  | 4  | 4  | 10 |
| 5.          | Азербејџан           | 2  | 0  | 0  | 2  |
| 6.          | Украјина             | 1  | 5  | 1  | 7  |
| 7.          | Уједињено Краљевство | 1  | 2  | 3  | 6  |
| 8.          | Пољска               | 1  | 1  | 3  | 5  |
| 9.          | Белорусија           | 1  | 1  | 1  | 3  |
| 10.         | Грчка                | 1  | 1  | 0  | 2  |
| 11.         | Шпанија              | 1  | 0  | 0  | 1  |
| 11.         | Естонија             | 1  | 0  | 0  | 1  |
| 13.         | Француска            | 0  | 1  | 2  | 3  |
| 13.         | Италија              | 0  | 1  | 1  | 2  |
| 14.         | Србија               | 0  | 1  | 0  | 1  |
| 14.         | Шведска              | 0  | 1  | 0  | 1  |
| 14.         | Швајцарска           | 0  | 1  | 0  | 1  |
| 14.         | Чешка                | 0  | 1  | 0  | 1  |
| 18.         | Холандија            | 0  | 0  | 2  | 2  |
| 19.         | Финска               | 0  | 0  | 1  | 1  |
| 19.         | Мађарска             | 0  | 1  | 1  | 2  |
| 19.         | Португалија          | 0  | 1  | 1  | 2  |
| Укупно (21) | Укупно (21)          | 22 | 22 | 22 | 66 |

### Биланс медаља, укупно
Биласн медаља је направљен после свих досадашњих померања добитника мадаља после више дисквалификација због допинга, а према табели на сајту ЕАА.
|             | Земља                |    |    |    |     |
| ----------- | -------------------- | -- | -- | -- | --- |
| 1.          | Русија               | 7  | 4  | 6  | 17  |
| 2.          | Уједињено Краљевство | 6  | 7  | 7  | 20  |
| 3.          | Пољска               | 5  | 2  | 3  | 10  |
| 4.          | Немачка              | 4  | 5  | 6  | 15  |
| 5.          | Украјина             | 3  | 7  | 1  | 11  |
| 6.          | Румунија             | 3  | 1  | 1  | 5   |
| 6.          | Турска               | 3  | 1  | 1  | 5   |
| 8.          | Шпанија              | 2  | 3  | 2  | 7   |
| 9.          | Грчка                | 2  | 1  | 0  | 3   |
| 10.         | Норвешка             | 2  | 0  | 1  | 3   |
| 11.         | Азербејџан           | 2  | 0  | 0  | 2   |
| 12.         | Италија              | 1  | 3  | 1  | 5   |
| 13.         | Белорусија           | 1  | 2  | 2  | 5   |
| 14.         | Француска            | 1  | 1  | 3  | 5   |
| 15.         | Белгија              | 1  | 0  | 0  | 1   |
| 15.         | Естонија             | 1  | 0  | 0  | 1   |
| 17.         | Србија               | 0  | 1  | 2  | 3   |
| 18.         | Чешка                | 0  | 1  | 1  | 2   |
| 18.         | Мађарска             | 0  | 1  | 1  | 2   |
| 18.         | Португалија          | 0  | 1  | 1  | 2   |
| 21.         | Ирска                | 0  | 1  | 0  | 1   |
| 21.         | Шведска              | 0  | 1  | 0  | 1   |
| 21.         | Швајцарска           | 0  | 1  | 0  | 1   |
| 23.         | Холандија            | 0  | 0  | 3  | 3   |
| 24.         | Хрватска             | 0  | 0  | 1  | 1   |
| 24.         | Финска               | 0  | 0  | 1  | 1   |
| Укупно (25) | Укупно (25)          | 44 | 44 | 44 | 132 |

## Табела успешности на Европском првенству за млађе сениоре 2011.
Ово је преглед успешности земаља према осам првопласираних (финалиста) у свим дисциплинама. Бодови су додељивани на овај начин. Првопласирани је добијао 8 бодова, другопласирани 7, а последњи, осми 1 бод. Табела је направљена на основу редоследа учесника после свих диквалификацја због допинга Табела је направљена према пласману учесника послр свих диквалификацја због допинга.
| Плас. | Земља                | 1. место | 2. место | 3. место | 4. место | 5. место | 6. место | 7. место | 8. место | Бр. финал. | Бод. |
| ----- | -------------------- | -------- | -------- | -------- | -------- | -------- | -------- | -------- | -------- | ---------- | ---- |
| 1.    | Русија               | 7        | 4        | 6        | 4        | 5        | 3        | 4        | 2        | 35         | 179  |
| 2.    | Немачка              | 4        | 5        | 6        | 3        | 4        | 6        | 6        | 5        | 39         | 169  |
| 3.    | Уједињено Краљевство | 6        | 7        | 7        | 1        | 0        | 3        | 1        | 1        | 26         | 156  |
| 4.    | Пољска               | 5        | 2        | 3        | 7        | 4        | 4        | 2        | 2        | 29         | 141  |
| 5.    | Украјина             | 3        | 7        | 1        | 1        | 4        | 3        | 3        | 1        | 22         | 94   |
| 6.    | Италија              | 1        | 3        | 1        | 5        | 5        | 2        | 3        | 2        | 22         | 94   |
| 7.    | Француска            | 1        | 1        | 3        | 4        | 3        | 3        | 3        | 1        | 19         | 81   |
| 8.    | Шпанија              | 2        | 3        | 2        | 1        | 1        | 1        | 2        | 4        | 22         | 67   |
| 9.    | Румунија             | 3        | 1        | 1        | 0        | 2        | 1        | 2        | 1        | 11         | 53   |
| 10.   | Белорусија           | 1        | 2        | 2        | 0        | 1        | 3        | 0        | 3        | 12         | 50   |
| 11.   | Чешка                | 0        | 1        | 1        | 3        | 2        | 1        | 2        | 2        | 12         | 45   |
| 12.   | Турска               | 3        | 1        | 1        | 1        | 0        | 0        | 0        | 0        | 6          | 42   |
| 13.   | Холандија            | 0        | 0        | 3        | 1        | 2        | 2        | 1        | 2        | 11         | 41   |
| 14.   | Норвешка             | 2        | 0        | 1        | 1        | 0        | 0        | 3        | 1        | 8          | 34   |
| 15.   | Грчка                | 2        | 1        | 0        | 1        | 1        | 01       | 0        | 0        | 5          | 32   |
| 16.   | Шведска              | 0        | 1        | 0        | 3        | 1        | 1        | 0        | 1        | 7          | 30   |
| 17.   | Мађарска             | 0        | 1        | 1        | 1        | 1        | 0        | 2        | 2        | 8          | 28   |
| 18.   | Португалија          | 0        | 1        | 1        | 1        | 1        | 1        | 1        | 0        | 6          | 27   |
| 19.   | Србија               | 0        | 1        | 2        | 0        | 1        | 0        | 1        | 0        | 5          | 25   |
| 20.   | Швајцарска           | 1        | 0        | 0        | 2        | 2        | 0        | 0        | 0        | 5          | 24   |
| 21.   | Белгија              | 0        | 1        | 0        | 1        | 2        | 0        | 2        | 0        | 7          | 21   |
| 22.   | Финска               | 0        | 0        | 1        | 1        | 0        | 3        | 0        | 0        | 5          | 20   |
| 23.   | Ирска                | 0        | 1        | 0        | 0        | 1        | 2        | 1        | 0        | 5          | 19   |
| 24.   | Летонија             | 0        | 0        | 0        | 1        | 2        | 1        | 1        | 0        | 5          | 18   |
| 25.   | Азербејџан           | 2        | 0        | 0        | 0        | 0        | 0        | 0        | 0        | 2          | 16   |
| 25.   | Хрватска             | 0        | 0        | 1        | 1        | 0        | 1        | 1        | 0        | 4          | 16   |
| 27.   | Естонија             | 1        | 0        | 0        | 0        | 0        | 0        | 0        | 0        | 1          | 8    |
| 28.   | Аустрија             | 0        | 0        | 0        | 5        | 0        | 0        | 1        | 0        | 2          | 7    |
| 29.   | Литванија            | 0        | 0        | 0        | 1        | 0        | 0        | 0        | 1        | 2          | 6    |
| 30.   | Бугарска             | 0        | 0        | 0        | 0        | 0        | 1        | 0        | 0        | 1          | 3    |
| 30.   | Израел               | 0        | 0        | 0        | 0        | 0        | 1        | 0        | 0        | 1          | 3    |
| 32.   | Данска               | 0        | 0        | 0        | 0        | 0        | 0        | 0        | 1        | 1          | 1    |
| 32.   | Словачка             | 0        | 0        | 0        | 0        | 0        | 0        | 0        | 1        | 1          | 1    |